# 79864 Pirituba
79864 Pirituba è un asteroide della fascia principale. Scoperto nel 1998, presenta un'orbita caratterizzata da un semiasse maggiore pari a 2,6353579 UA e da un'eccentricità di 0,1036516, inclinata di 3,67805° rispetto all'eclittica.
L'asteroide è dedicato a Pirituba, quartiere di San Paolo, in Brasile.